# Аскер
Аскер (норв. Asker) — коммуна в фюльке Акерсхус, Норвегия, является частью исторической области Викен. Административный центр муниципалитета — деревня Аскер. Аскер был создан как муниципалитет с 1 января 1838.

## Общая информация

### Название
Муниципалитет назван в честь старой фермы Asker, так как здесь была построена первая церковь. Название старонорв. Askar указывает на множественное число, и означает «ясень».

### Герб
Герб был получен 7 октября 1975.

## Культура
Хотя Аскер является сельским муниципальным образованием, расширение Осло привело к его становлению богатым пригородом. Таким образом многочисленные знаменитости в настоящее время проживают в этом районе. Согласно Статистическому управлению Норвегии, Аскер является 2-м богатейшим муниципалитетом в Норвегии на основе среднего дохода от домохозяйства.

### «Мод»
В 1916—1917 годах корабль «Мод» построен на местной верфи, и был выведен к Осло. Он был построен специально для экспедиции Амундсена и должен был плыть через Северо-восточный проход. В 1930 году корабль затонул близ острова Виктория в Канаде, в 1990 году коммуна Аскера выкупила его для подъёма и возвращения в Норвегию. Поднять корабль удалось только в конце лета 2016 года, точная дата возвращения его в Норвегию не определена.

## Известные жители
- Хокон, кронпринц Норвегии
- Метте-Марит, кронпринцесса Норвегии
- Ингрид Александра, принцесса Норвегии
- Сверре Магнус, принц Норвегии
- Трюгве Андерсен (1866—1920), писатель
- Нина Ролл Анкер (1873—1942), писатель
- Дин Ашеухоуг (1861—1956), художник
- Гарриет Бакер (1845—1932), художница
- Арне Бенндиксен (1926—2009), певец и песенник
- Йохан Беэр (1872—1959), писатель
- Йенс Эвенсен (1917—2004), юрист, судья, политик, торговый министр, международный эксперт морского порядка, член Международный правовой комитет, судья при Международный суд в городе Гаага.

## Города-побратимы
Список городов-побратимов города Аскер:
- Эслёв, Сконе
- Гардабайр, Хёвудборгаршвайдид
- Якобстад, Западная Финляндия
- Мапхогу, Сеул
- Рудерсдаль, Ховедстаден
- Торсхавн, Торсхавн (коммуна)